# 新馬拉蒂亞體育
新馬拉蒂亞體育俱樂部（土耳其語：Yeni Malatyaspor Kulübü）是一間位於土耳其馬拉蒂亞的職業足球會，於1986年成立。球會的主要顏色為黃色、黑色與紅色，球會現時於土耳其足球甲级联赛角逐。